# Tachina soror
Tachina soror är en tvåvingeart som beskrevs av Robineau-desvoidy 1830. Tachina soror ingår i släktet Tachina och familjen parasitflugor.
Artens utbredningsområde är Frankrike. Inga underarter finns listade i Catalogue of Life.